# Бања Шугавица (Бања Лука)
Бања Шугавица  је један од објеката (хауза) у саставу Градитељској целини - Бање у махали Илиџа у Горњем Шехеру у Бања Луци, данас Месна заједница Српске Топлице, који је проглашен за национални споменик Републике Српске и Босне и Херцеговине. Настао је уз изворе термалне воде (просечне температуре износе од 33° до 36 °C) у османском периоду у Горњем Шехеру (Српске Топлице).
Објект хауза је једнопросторна грађевина са конструкцијом од масивних камених зидова и перфорисаним (функција вентилација бање) куполама од цигала, повезаних кречним малтером са додатком кокошјег јајета. Базен за купање је оивичен дрвеним клупама а дно базена је пошљунчано. Овај тип бање има различито просторно решење у односу на решења турског купатила, што је, поседица другачијег технолошког процеса (бање Горњег Шехера користе термалну воду).

## Заштита
Одлуком Комисија за очување националних споменика, на основу члана V став 4 Анекса 8 Општег оквирног споразума за мир у Босни и Херцеговини и члана 39 став 1 Пословника о раду Комисије за очување националних споменика, на седници одржаној од 25. до 31. јануара 2005. године Бања Шугавица је као део Градитељска целина - Бање у махали Илиџа у Горњем Шехеру, Бања Лука, проглашен је за национални споменик Босне и Херцеговине.

## Положај
Бања Шугавица се налази у махали Илиџа у Горњем Шехеру у оквиру комплекс бања у Горњем Шехеру на десној обали Врбаса, који у овом делу губи особине планинске и поприма особине равничарске реке, у просторном обухвату дефинисаном следећим границама:
- са северозападне стране је ограничен коритом ријеке Врбас дужине око 200 метра низводно од новог гвозденог моста, те границом Улице Од Змијања Рајка (ранији назив: Улица браће Алагић) у дужини око 100 м југозападно од моста;
- југозападном границом к.ч. број 662, к.о. Бања Лука III-8 (парцела на којој се налази Бањско-рекреациони центар “Шехер”);
- на југоисточној стран природном границом преласка обронака Шехитлука у равничарски део, са обронцима Бањ брда (стари назив Шехетлуци), обрасли храстом, грабом и црним бором.
- на североисточној страни к.ч. број 700, к.о. Бања Лука III-8 (Хаџи-Исаковића кућом).

До бање се долази стазом која се падином корита Врбаса спушта лево од Улице Од Змијања Рајка (стари назив: Браће Алагић) уздуж каменог подзида насипа пута. Стрми пад стазе је савладан степеницама чија су газишта каменови укопани у тло. 

## Опис добра
Специфичности махале Илиџа у којој је изграђен објекат Бања Шугавица, због природних ресурса краја има директну везу са овом грађевином. Присуство термалних изворишта на једном релативно малом просторном обухвату одразило се на градитеље објекат Бања Шугавица да коришћењем природних фактора, обликују простор за становање и обилато користе термалне воде (просечне температуре од 33° до 36 °C). Наиме они су унутар посебно изграђеног објекта изградили засебну просторију хауз и у њу сместили бање за купање.
Објекат Бања Шугавица се користио за лечење кожних болести. Постојала је као мањи објекат, који је порушен након Другог светског рата и није познато како је изгледао.
На локалитету где се налазила бања, у насипу пута, усечена је ниша која у тлоцрту има трапезоидну форму (страница дубине 140 cm, односно 300 cm и ширине око 280 cm). У ниши која је обложена каменим зидом налази се мање корито са одводном цеви. 

## Стање објекта
Целокупни простор око нише обрастао је биљкама и пузавицама, а камени зидови облоге нише су оштећени.